# أليكس ليم
أليكس ليم (بالملايوية: Alex Lim) هو سباح ماليزي، ولد في 29 أغسطس 1980 في سانداكان في ماليزيا.

## وصلات خارجية
- أليكس ليم على موقع الاتحاد الدولي للسباحة (الإنجليزية)
- أليكس ليم على موقع أوليمبيديا (الإنجليزية)